# Microsoft SQL Server
Microsoft SQL Server je relacijska baza podataka kojoj je primarni jezik za upite Transact SQL (T-SQL), što znači da osim osnovnih i klasičnih (SELECT tipa) SQL upita dozvoljava i složenije stvari poput mijenjanja programskog toka (IF naredba) i slično. Transact SQL nastao je kao plod suradnje između Microsofta i Sybasea. SQL server je baza podataka koja se smjestila na prag između manjih i srednjih baza.

## Povijest
Prva verzija SQL Servera koji ima veze s Microsoftom (ranije je Sybase proizvodio SQL server pod imenom „Sybase SQL server“) izašla je na svjetlo dana 1989. godine pod imenom „SQL Server for OS/2 1.0“. Ta verzija bila je identična Sybase-ovom SQL serveru 3.0 koji je radio pod Unix sistemom. Microsoft SQL Server pod tim imenom se počeo prodavati 1992. godine, a puno ime mu je glasilo Microsoft SQL Server 4.2 koji se još uvijek vrtio na OS/2 platformi. Prvi SQL Server za Windows NT izašao je isto kada i sami Windows-i. U tom trenutku Sybase i Microsoft su se razišli, te je Sybase počeo razvijati svoju bazu podataka pod imenom Adaptive Server Enterprise da bi se izbjeglo zbunjivanje korisnika oko imena. Do 1994. Microsoft je svejedno morao na sada svojem sustavu nositi Sybaseovu oznaku zbog autorskih prava. 
Od trenutka raskida sa Sybaseom, Microsoft je napravio značajne pomake u razvoju svoje baze podataka. SQL Server je prva baza podataka na svijetu koja je posjedovala korisničko sučelje. Sve baze su u tadašnje vrijeme radili pomoću „command-line“ sistema koji zna biti izrazito nezgodan i nezgrapan. Također, SQL Server je prva komercijalna baza podataka koja je podržala Intelovu 64-bitnu arhitekturu procesora. Aktualna je verzija SQL Server 2008 iz 2008. godine.
Od SQL Servera 2000 do SQL Servera 2005 napravljeni su golemi pomaci u poboljšanju same baze podataka. Najbitniji od njih su: Klijentski dio IDE alata, SQL Server Integration Services, Reporting Server, OLAP server, podrška za data mining, Notification Services itd.

## Inačice
- 1993. - SQL Server 4.21 za Windows NT
- 1995. - SQL Server 6.0, kodnog imena SQL95
- 1996. - SQL Server 6.5, kodnog imena Hydra
- 1999. - SQL Server 7.0, kodnog imena Sphinx
- 1999. - SQL Server 7.0 OLAP, kodnog imena Plato
- 2000. - SQL Server 2000 32-bit, kodnog imena Shiloh (verzija 8.0)
- 2003. - SQL Server 2000 64-bit, kodnog imena Liberty
- 2005. - SQL Server 2005 (verzija 9.0)
- 2008. - SQL Server 2008, kodnog imena Katmai (verzija 10.0)
- 2010. - SQL Server 2008 R2, kodnog imena Kilimanjaro

## Tehnologije
SQL Server koristi Transact SQL kao implementaciju SQL-92 (ISO standard za SQL, prihvaćen 1992. godine) s mnogim ekstenzijama. T-SQL uglavnom dodaje dodatnu sintaksu prilikom pisanja procedura, te utječe na podršku za transakcije. Microsoft SQL server i Sybase/ASE obje komuniciraju preko aplikacijski niveliranog protokola imenom „Tabular Data Stream“ ili kraće TDS. TDS je također implementiran od strane FreeTDS-a da bi se omogućilo da što više aplikacija može komunicirati s Microsoft SQL Server i Sybase bazama podataka. 
Microsoft SQL također podržava „Open Database Connectivity“, odnosno skraćeno ODBC tehnologiju. SQL Server 2005 posjeduje i podršku za Web servise, tj. za Simple Object Access Protocol, Service Oriented Architecture Protocol odnosno skraćeno SOAP W3C standard. To je izvanredna stvar zato što omogućuje ne Windows klijentima da komuniciraju preko te platforme sa SQL Serverom. U verziji 2005 također je izdan i certificiran JDBC API za komunikaciju s Java aplikacijama. SQL Server također posjeduje i mogućnosti poput mirroringa, clusteringa i snapshots-ova.

## Razvoj pod SQL Serverom
Microsoft se ovdje zbilja potrudio, te nam omogućio brojne aplikacije koje spremaju podatke na SQL Server. SQL Server 2005 uključuje i Common Language Runtime odnosno CLR. Aplikacije pisane u .NET-u bez obzira koji programski jezik koristili, sada mogu implementirati procedure i funkcije. Starije verzije programa za razvoj su za to koristile API-je.